# Saint-Martin-le-Châtel
Saint-Martin-le-Châtel es una comuna francesa del departamento de Ain, en la región de Auvernia-Ródano-Alpes.

## Demografía
| 603 | 561 | 498 | 519 | 555 | 652 | 800 |
| Para los censos de 1962 a 1999 la población legal corresponde a la población sin duplicidades (Fuente: INSEE [Consultar]) |     |     |     |     |     |     |